# Wolfgang Lazius
Wolfgang Lazius właściwie Wolfgang Laz (ur. 31 października 1514 w Wiedniu, zm. 19 czerwca 1565 tamże) – austriacki humanista, kartograf, historyk i lekarz.
Lazius studiował medycynę w Wiedniu. W 1541 został profesorem na wydziale medycznym tegoż uniwersytetu. W 1560 został rektorem Uniwersytetu Wiedeńskiego. Jego protektor Ferdynand I, mianował go osobistym lekarzem, radcą, nadwornym historiografem oraz szefem swoich kolekcji antyków i monet. W 1546 został nobilitowany. Pochowany został w Kościele św. Piotra w Wiedniu.
Autor prac historycznych i badaniach naukowych. Wiele podróżował, gromadząc a czasem dokonując kradzieży dokumentów z klasztorów i bibliotek. Był także twórcą map Austrii, Bawarii, Węgier i Grecji, obecnie uznanych za istotne w historii kartografii. Jego Typi chorographici provinciarum Austriae wydany w 1561 jest postrzegany jako jeden z pierwszych atlasów historycznych.

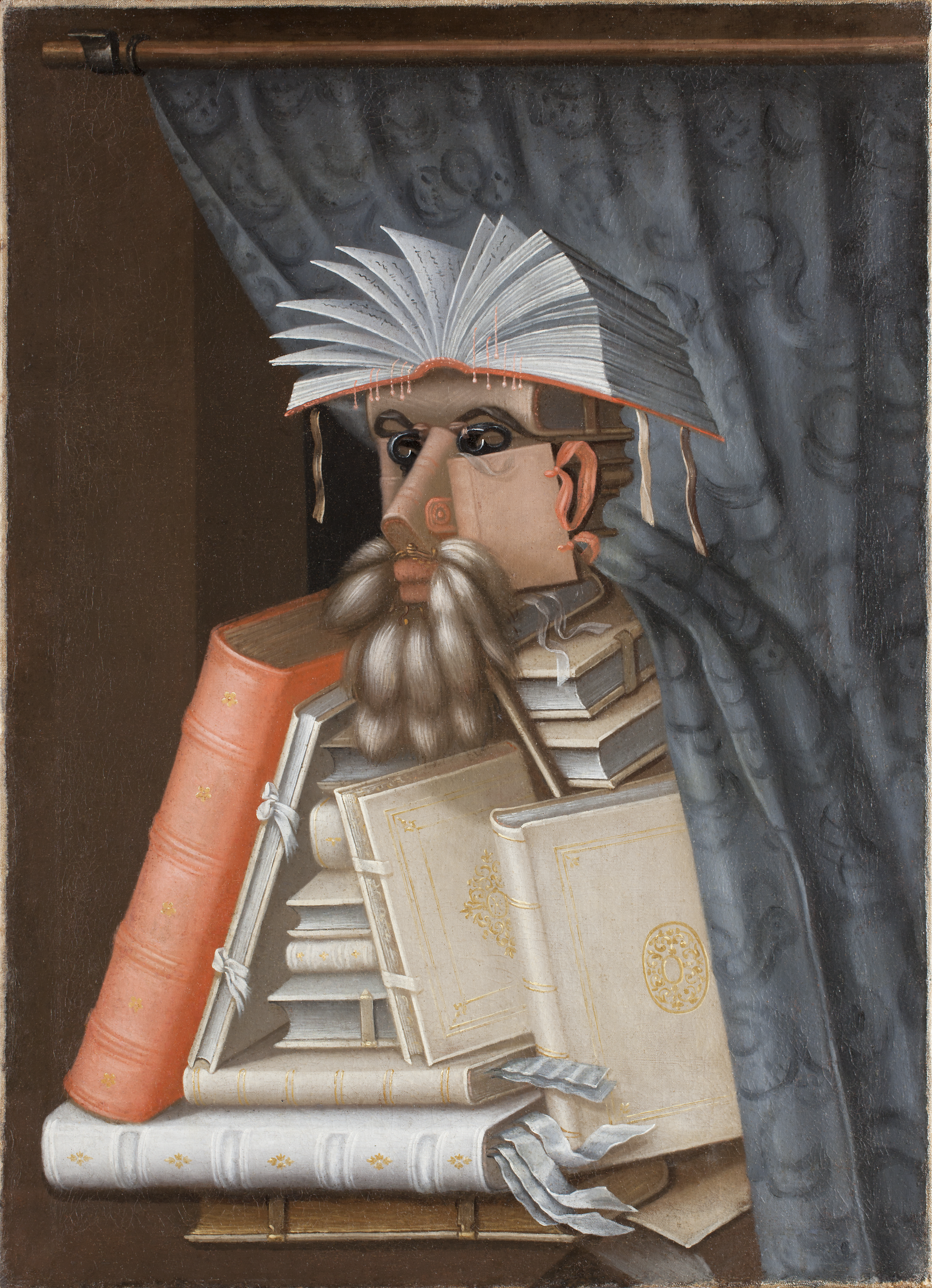
The Librarian (1556): Wolfgang Lazius w interpretacji Giuseppe Arcimboldo

W 1556 Giuseppe Arcimboldo stworzył w charakterystycznej dla siebie manierze portret Wolfganga Laziusa zatytułowany The Librarian. Obraz znajduje się w zbiorach zamku Skokloster.

## Dzieła
- Vienna Austriae. Rerum Viennensium commentarij in quartuor libros distincti (1546)
- Commentariorum Reipublicae Romanae illius in exteris provinciis bello acquisitis constitutae libri XII (1551)
- Des Khunigreichs Hungern sampt seinen eingeleibten Landen grundtliche und warhafftige Chorographica beschreybung (1556)
- De aliquot gentium migrationibus sedibus fixis, reliquiis, linguarumque, initiis (et) immutationibus ac dialectis (1557)
- Typi chorographici provinciae Austriae cum explicatione earundem pro commentariis rerum austriacarum concinnati (1561)